# Starlux Airlines
STARLUX Airlines (cinese: 星宇航空; pinyin: Xīngyǔ Hángkōng) è una compagnia aerea internazionale con sede a Taipei, Taiwan, e ha operato il suo primo volo da Taipei a Macao il 23 gennaio 2020.

## Storia
La società è stata registrata nel 2016 presso il Ministero degli affari economici taiwanese. Ciò fu confermato da Chang Kuo-wei il 30 novembre 2016, che in precedenza era il presidente della compagnia aerea taiwanese EVA Air. La compagnia aerea si è registrata presso la Taiwanese Civil Aeronautics Administration nella prima metà del 2017 ed era previsto, alla fine del 2016, che avrebbe iniziato le operazioni nel 2018. Il 22 maggio 2017 il Ministero degli affari economici taiwanese ha ricevuto la richiesta formale per istituire la compagnia aerea con il nome di Starlux Airlines. In un'intervista nel 2017, la compagnia aerea avrebbe dovuto iniziare le operazioni entro la fine del 2019, anche se nel gennaio 2019, Chang dichiarò che Starlux Airlines sarebbe stata lanciata a gennaio 2020.
Nel marzo 2019, il presidente della compagnia Chang Kuo-wei ha firmato un ordine per 17 Airbus A350 XWB, il più grande contratto di acquisto di Airbus nel paese. A settembre 2019, la compagnia aerea ha annunciato le prime destinazioni, costituite da Da Nang, Macao e Penang, che sono iniziate poi il 23 gennaio 2020. Il 25 ottobre 2019, il primo aereo della compagnia aerea, un Airbus A321neo, è partito da Amburgo, in Germania, per raggiungere l'hub della compagnia all'aeroporto di Taoyuan solo il 29 ottobre, dopo aver effettuato scali a Dubai e Bangkok. Il 10 dicembre 2019, Starlux ha ricevuto il certificato di operatore aereo (COA) dall'amministrazione taiwanese per l'aeronautica civile, seguito dall'apertura formale delle prenotazioni il 16 dicembre 2019 per l'inizio dei servizi il mese successivo.
A causa della pandemia di COVID-19 che iniziò a verificarsi entro pochi mesi dall'inaugurazione della compagnia aerea, Starlux annunciò la sospensione della maggior parte dei suoi servizi ad eccezione di Da Nang. Successivamente, nel marzo 2020 la compagnia aerea ha sospeso tutte le sue operazioni fino al 2 giugno 2020, dopodiché ha ripreso i suoi servizi trisettimanali per Macao. Prima che la compagnia aerea riprendesse il servizio, ha ricevuto l'autorizzazione nel maggio 2020 per iniziare i servizi verso Naha come prima destinazione in Giappone, con data di inizio non prima del 1º luglio; tuttavia, la compagnia aerea ha affermato che la tempistica per l'inaugurazione dei servizi per Naha dipendeva dalla pandemia. Successivamente, a causa della pandemia, la compagnia aerea ha ritardato due volte il lancio dei suoi servizi verso Cebu e ha rinviato a tempo indeterminato il lancio dei servizi per Naha.

## Servizi

### In-flight entertainment
L'In-flight entertainment (IFE) è fornito attraverso sistemi touchscreen sullo schienale, che sono dotati di una porta di alimentazione USB e contengono una selezione di audio e video on demand (AVOD), nonché un sistema di mappatura della posizione dal vivo. Starlux ha incaricato il chitarrista smooth jazz Peter White di fornire una colonna sonora per il sistema di intrattenimento, che è stato rilasciato in commercio il 29 novembre 2019 come musica per STARLUX Airlines. La compagnia aerea offre anche l'accesso a Internet in volo tramite Wi-Fi satellitare.

### Business class
La cabina di Business class ha otto sedili Collins Diamond in una configurazione 2-2 sull'Airbus A321neo. I sedili sono larghi 20,19 pollici (51,3 cm) e possono essere convertiti in un letto completamente piatto da 82 pollici (210 cm), dotato di un touchscreen IFE da 15,6 pollici (40 cm). L'accesso a Internet Wi-Fi, i pasti, i rinfreschi e i servizi tra cui cuffie e coperte con cancellazione del rumore sono forniti gratuitamente a tutti i passeggeri di classe business.

### Economy class
La cabina di Economy class ha 180 posti in una configurazione 3-3 sull'Airbus A321neo. I sedili sono larghi 18,36 pollici (46,6 cm), ciascuno con un touchscreen IFE da 10,1 pollici (26 cm) e dotato di poggiatesta in pelle. I pasti e alcuni servizi come cuscini e auricolari sono forniti gratuitamente, mentre l'accesso Wi-Fi a Internet sufficientemente potente per la messaggistica a bordo è disponibile gratuitamente per tutti i passeggeri di classe economica, con maggiore larghezza di banda e velocità di connessione più elevate disponibili a un costo aggiuntivo.

## Destinazioni
Al 2021, Starlux Airlines opera voli di linea verso Cina, Giappone, Malaysia, Taiwan, Thailandia e Vietnam

## Flotta

### Flotta attuale
A Maggio 2024 la flotta di Starlux Airlines è così composta:

### Sviluppi
Nel marzo 2019, Starlux ha annunciato che avrebbe iniziato le operazioni con 17 Airbus, di cui 5 Airbus A350-900 e 12 Airbus A350-1000 per rotte verso l'Europa e il Nord America, nonché destinazioni asiatiche. La compagnia aerea in seguito pianificò di aggiungere 10 Airbus A321neo alla sua flotta per servire le rotte asiatiche.
Starlux aveva anche preso in considerazione l'aggiunta dell'Airbus A330neo alla sua flotta. Questo è stato seguito da un ordine della compagnia aerea per 8 Airbus A330-900neo, insieme a tre A321neo e un A350-900 aggiuntivi nel suo portafoglio ordini il 10 settembre 2020. Starlux ha anche annunciato nel settembre 2020 che i suoi Airbus A350 sarebbero stati dotati di una cabina di prima classe.
Come parte dei piani, Starlux sarebbe diventata la prima compagnia aerea taiwanese a operare con l'Airbus A321neo, l'Airbus A330-900 e l'Airbus A350-1000.